# Dander (plaats)
Dander is een bestuurslaag in het regentschap Bojonegoro van de provincie Oost-Java, Indonesië. Dander telt 7771 inwoners (volkstelling 2010).